# Players Championship de 2019
El Players Championship de 2019 (conocido en inglés y por motivos de patrocinio como 2019 Coral Players Championship) fue un torneo de snooker, profesional y de ranking, que se celebró en la ciudad inglesa de Preston entre el 4 y el 10 de marzo. Fue la novena edición del Players Championship, el decimosexto certamen de ranking de la temporada 2018-19 y el segundo torneo de la recién creada Coral Cup, precedido por el World Grand Prix y sucedido por el Tour Championship.
Ronnie O'Sullivan, que se impuso (10-4) a Neil Robertson en la final, revalidó el título conseguido en la edición anterior.

## Resultados

### Cuadro del torneo
Entre paréntesis, se indica el puesto en el que accedieron al torneo los jugadores. Recalcado en negrita figura el ganador de cada partido:
|  | octavos de final (mejor de 11) | octavos de final (mejor de 11) |                       |    | cuartos de final (mejor de 11) | cuartos de final (mejor de 11) |  |  | semifinales (mejor de 11) | semifinales (mejor de 11) |  |  | final (mejor de 19) | final (mejor de 19) |
|  |                                |                                |                       |    |                                |                                |  |  |                           |                           |  |  |                     |                     |
|  |                                |                                |                       |    |                                |                                |  |  |                           |                           |  |  |                     |                     |
|  |                                |                                |                       |    |                                |                                |  |  |                           |                           |  |  |                     |                     |
|  | Mark Allen (1)                 | 6                              |                       |    |                                |                                |  |  |                           |                           |  |  |                     |                     |
|  | Mark Allen (1)                 | 6                              |                       |    |                                |                                |  |  |                           |                           |  |  |                     |                     |
|  | Stephen Maguire (16)           | 2                              |                       |    |                                |                                |  |  |                           |                           |  |  |                     |                     |
|  | Stephen Maguire (16)           | 2                              | Mark Allen (1)        | 6  |                                |                                |  |  |                           |                           |  |  |                     |                     |
|  |                                |                                | Mark Allen (1)        | 6  |                                |                                |  |  |                           |                           |  |  |                     |                     |
|  |                                | Stuart Bingham (9)             | 4                     |    |                                |                                |  |  |                           |                           |  |  |                     |                     |
|  | David Gilbert (8)              | Stuart Bingham (9)             | 4                     | 4  |                                |                                |  |  |                           |                           |  |  |                     |                     |
|  | David Gilbert (8)              |                                |                       | 4  |                                |                                |  |  |                           |                           |  |  |                     |                     |
|  | Stuart Bingham (9)             | 6                              |                       |    |                                |                                |  |  |                           |                           |  |  |                     |                     |
|  | Stuart Bingham (9)             | 6                              | Mark Allen (1)        | 0  |                                |                                |  |  |                           |                           |  |  |                     |                     |
|  |                                |                                | Mark Allen (1)        | 0  |                                |                                |  |  |                           |                           |  |  |                     |                     |
|  |                                | Ronnie O'Sullivan (5)          | 6                     |    |                                |                                |  |  |                           |                           |  |  |                     |                     |
|  | Ronnie O'Sullivan (5)          | Ronnie O'Sullivan (5)          | 6                     | 6  |                                |                                |  |  |                           |                           |  |  |                     |                     |
|  | Ronnie O'Sullivan (5)          |                                |                       | 6  |                                |                                |  |  |                           |                           |  |  |                     |                     |
|  | Barry Hawkins (12)             | 4                              |                       |    |                                |                                |  |  |                           |                           |  |  |                     |                     |
|  | Barry Hawkins (12)             | 4                              | Ronnie O'Sullivan (5) | 6  |                                |                                |  |  |                           |                           |  |  |                     |                     |
|  |                                |                                | Ronnie O'Sullivan (5) | 6  |                                |                                |  |  |                           |                           |  |  |                     |                     |
|  |                                | John Higgins (13)              | 4                     |    |                                |                                |  |  |                           |                           |  |  |                     |                     |
|  | Mark Selby (4)                 | John Higgins (13)              | 4                     | 4  |                                |                                |  |  |                           |                           |  |  |                     |                     |
|  | Mark Selby (4)                 |                                |                       | 4  |                                |                                |  |  |                           |                           |  |  |                     |                     |
|  | John Higgins (13)              | 6                              |                       |    |                                |                                |  |  |                           |                           |  |  |                     |                     |
|  | John Higgins (13)              | 6                              | Ronnie O'Sullivan (5) | 10 |                                |                                |  |  |                           |                           |  |  |                     |                     |
|  |                                |                                | Ronnie O'Sullivan (5) | 10 |                                |                                |  |  |                           |                           |  |  |                     |                     |
|  |                                | Neil Robertson (3)             | 4                     |    |                                |                                |  |  |                           |                           |  |  |                     |                     |
|  | Neil Robertson (3)             | Neil Robertson (3)             | 4                     | 6  |                                |                                |  |  |                           |                           |  |  |                     |                     |
|  | Neil Robertson (3)             |                                |                       | 6  |                                |                                |  |  |                           |                           |  |  |                     |                     |
|  | Joe Perry (14)                 | 3                              |                       |    |                                |                                |  |  |                           |                           |  |  |                     |                     |
|  | Joe Perry (14)                 | 3                              | Neil Robertson (3)    | 6  |                                |                                |  |  |                           |                           |  |  |                     |                     |
|  |                                |                                | Neil Robertson (3)    | 6  |                                |                                |  |  |                           |                           |  |  |                     |                     |
|  |                                | Mark Williams (6)              | 4                     |    |                                |                                |  |  |                           |                           |  |  |                     |                     |
|  | Mark Williams (6)              | Mark Williams (6)              | 4                     | 6  |                                |                                |  |  |                           |                           |  |  |                     |                     |
|  | Mark Williams (6)              |                                |                       | 6  |                                |                                |  |  |                           |                           |  |  |                     |                     |
|  | Ali Carter (11)                | 2                              |                       |    |                                |                                |  |  |                           |                           |  |  |                     |                     |
|  | Ali Carter (11)                | 2                              | Neil Robertson (3)    | 6  |                                |                                |  |  |                           |                           |  |  |                     |                     |
|  |                                |                                | Neil Robertson (3)    | 6  |                                |                                |  |  |                           |                           |  |  |                     |                     |
|  |                                | Judd Trump (2)                 | 4                     |    |                                |                                |  |  |                           |                           |  |  |                     |                     |
|  | Kyren Wilson (7)               | Judd Trump (2)                 | 4                     | 4  |                                |                                |  |  |                           |                           |  |  |                     |                     |
|  | Kyren Wilson (7)               |                                |                       | 4  |                                |                                |  |  |                           |                           |  |  |                     |                     |
|  | Jack Lisowski (10)             | 6                              |                       |    |                                |                                |  |  |                           |                           |  |  |                     |                     |
|  | Jack Lisowski (10)             | 6                              | Jack Lisowski (10)    | 5  |                                |                                |  |  |                           |                           |  |  |                     |                     |
|  |                                |                                | Jack Lisowski (10)    | 5  |                                |                                |  |  |                           |                           |  |  |                     |                     |
|  |                                | Judd Trump (2)                 | 6                     |    |                                |                                |  |  |                           |                           |  |  |                     |                     |
|  | Judd Trump (2)                 | Judd Trump (2)                 | 6                     | 6  |                                |                                |  |  |                           |                           |  |  |                     |                     |
|  | Judd Trump (2)                 |                                |                       | 6  |                                |                                |  |  |                           |                           |  |  |                     |                     |
|  | Jimmy Robertson (15)           | 0                              |                       |    |                                |                                |  |  |                           |                           |  |  |                     |                     |
|  | Jimmy Robertson (15)           | 0                              |                       |    |                                |                                |  |  |                           |                           |  |  |                     |                     |

## Centenas
Los jugadores consiguieron amasar un total de veinticuatro centenas durante el torneo. La más alta, de 140, fue obra de Neil Robertson. Así se repartieron:
- 140, 120, 107, 101 — Neil Robertson
- 134, 116, 116, 106, 105, 101 — Ronnie O'Sullivan
- 131, 118 — Mark Williams
- 121, 110 — Jack Lisowski
- 121 — Mark Selby
- 115, 113, 106, 105, 104, 100 — Judd Trump
- 110, 104 — Barry Hawkins
- 108 — Mark Allen